# ليلاند أورسر
ليلاند أورسر (بالإنجليزية: Leland Orser)‏ (و. 1960 – م) ممثل أمريكي من مواليد سان فرانسيسكو. كاليفورنيا بداء نشاطه الفني عام 1991 . ومن ابرز أعماله هي أفلام Se7en 1995 . وAlien 1997 . والمسلسل الدرامي الطبي ER .

## روابط خارجية
- ليلاند أورسر على موقع IMDb (الإنجليزية)
- ليلاند أورسر على موقع ألو سيني (الفرنسية)
- ليلاند أورسر على موقع أول موفي (الإنجليزية)
- ليلاند أورسر على موقع قاعدة بيانات الأفلام السويدية (السويدية)
- ليلاند أورسر على موقع إن إن دي بي (الإنجليزية)
- ليلاند أورسر على موقع قاعدة بيانات الفيلم (الإنجليزية)
- ليلاند أورسر على موقع كينوبويسك (الروسية)